# Stálfjall
Stálfjall är ett berg i republiken Island. Det ligger i regionen Västfjordarna, 170 km nordväst om huvudstaden Reykjavík. Toppen på Stálfjall är 650 meter över havet.
Det finns inga samhällen i närheten.